# Нефть

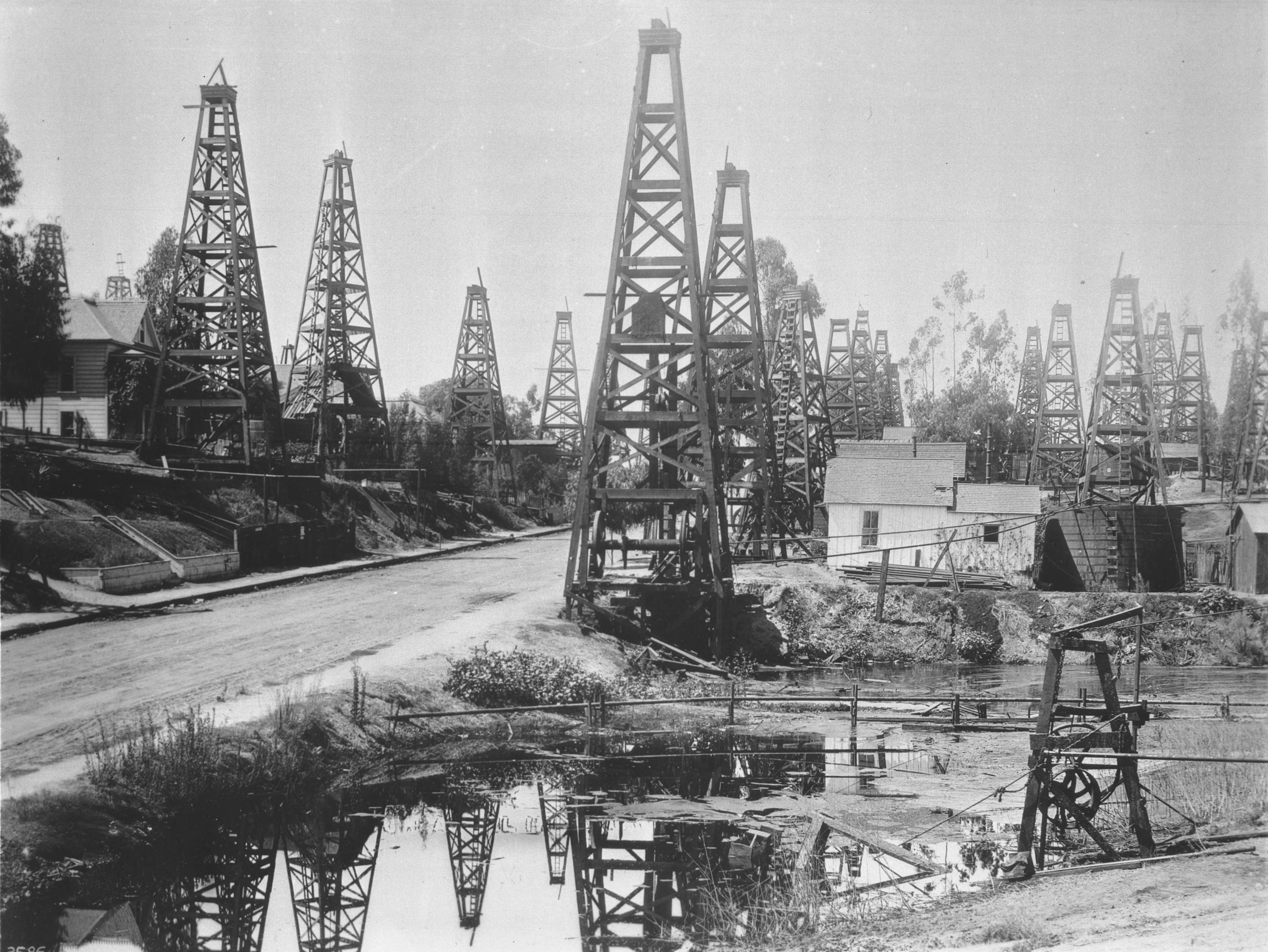
Добыча нефти в США, 1896

Нефть (из тур. neft, от перс. نفت‎, naft) — природная маслянистая горючая жидкость со специфическим запахом, состоящая в основном из сложной смеси углеводородов различной молекулярной массы и некоторых других химических соединений — также нефть всегда содержит в качестве примеси небольшое количество воды и неорганических веществ, наиболее нежелательны из них соединения серы, галогенов и ванадия. Является ископаемым топливом (каустобиолитом). На протяжении XX века и в XXI веке нефть является одним из важнейших полезных ископаемых.
Цвет нефти обычно чисто-чёрный. Иногда варьирует в буро-коричневых тонах (от грязно-жёлтого до тёмно-коричневого, почти чёрного), изредка встречается нефть, окрашенная в светлый жёлто-зелёный цвет, и даже бесцветная, а также насыщенно-зелёная нефть. Имеет специфический запах, также варьирующий от лёгкого приятного до тяжёлого и очень неприятного. Цвет и запах нефти в значительной степени обусловлены присутствием компонентов, содержащих азот, серу и кислород и концентрируются в смазочном масле и нефтяном остатке. Большинство углеводородов нефти (кроме ароматических) в чистом виде лишено запаха и цвета.
По химическому составу и происхождению нефть близка к природным горючим газам и озокериту. Эти ископаемые объединяют под общим названием петролиты. Петролиты относят к ещё более обширной группе так называемых каустобиолитов — горючих ископаемых субстанций биогенного происхождения, которые включают также другие ископаемые топлива (торф, бурый и каменный уголь, антрацит, сланцы).
Подавляющая часть месторождений нефти связана с осадочными породами. Нефть обнаруживается вместе с газообразными углеводородами на глубинах от десятков метров до 5—6 км. Однако на глубинах свыше 4,5—5 км преобладают газовые и газоконденсатные залежи с незначительным количеством лёгких фракций. Максимальное число залежей нефти располагается на глубине 1—3 км. На малых глубинах и при естественных выходах на земную поверхность нефть преобразуется в густую мальту, полутвёрдый асфальт и другие образования — например, битуминозные пески и битумы.
В мире потребляется приблизительно 100 млн баррелей (15 900 000 000 литров) нефти в сутки.

## Термины

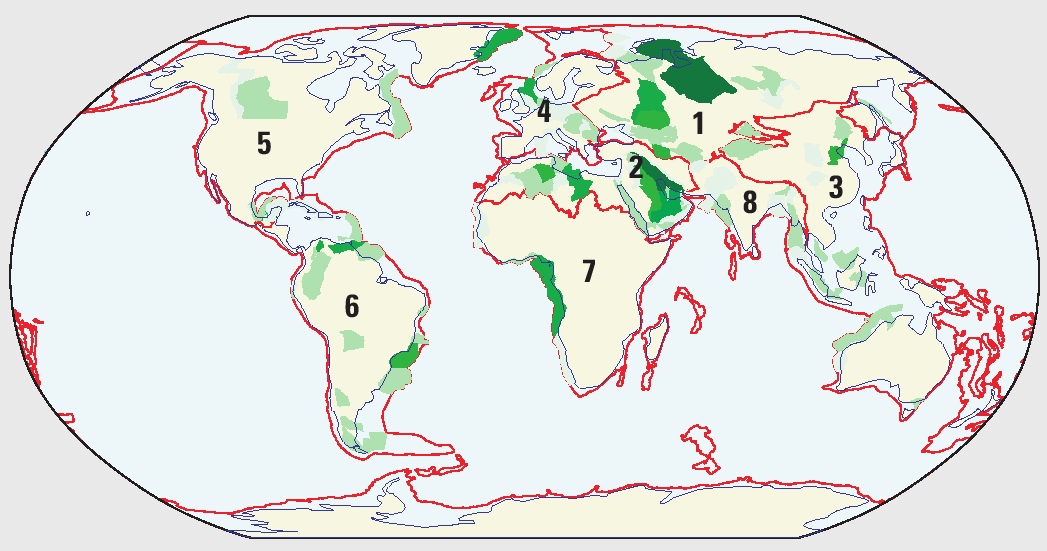
Основные добываемые запасы нефти

Слово petroleum, обозначающее нефть в английском и некоторых других языках, образовано сложением двух слов: др.-греч. πέτρα — камень и лат. oleum — масло, то есть буквально «каменное масло».
Во времена химика и минералога В. М. Севергина (1765—1826) в России нефть называли «горное масло», затем — «каменное масло».
Русское слово «нефть», вероятнее всего, было заимствовано из тур. neft «нефть», куда оно попало из перс. نفت‎ (naft) «нефть». Существует альтернативная семитская версия.
В немецком языке нефть — нем. Erdöl, что буквально означает «земляное масло», венг. kőolaj — «каменное масло», яп. 石油 (сэкию) — «каменное масло», фин. vuoriöljy — «горное масло».
Под понятием «нефть» объединяются самые различные по составу и свойствам жидкие горючие продукты, добываемые из недр в качестве полезного ископаемого

## История
Нефть известна человечеству с древнейших времён, что иллюстрируется следующими данными:
| Дата              | Регион мира             | Как использовалась | Доказательство использования |
| ----------------- | ----------------------- | --- | --- |
| XXVI в. до н. э.  | Цивилизация долины Инда | Использовалась в качестве вяжущего материала в строительстве. | В развалинах древнеиндийского города Мохенджо-Даро был обнаружен огромный бассейн, построенный 5 тысяч лет назад, дно и стены которого были покрыты слоем асфальта (продуктом окисления нефти).                                                                            |
| XXIII в. до н. э. | Берега Евфрата          | Нефть и её образования использовались в качестве вяжущего материала в строительстве. Именно их — асфальт и битум — применяли при строительстве стен Вавилона.                                 | Подтверждено раскопками, установившими существование нефтяных промыслов. |
| VI век до н. э.   | Вавилон                 | Вавилонский царь Навуходоносор II топил нефтью гигантскую печь, и в ней, согласно библейским сказаниям, описанным в Ветхом Завете, попытался сжечь трёх еврейских юношей, что ему не удалось. | По свидетельству Геродота, нефть широко использовалась при создании стен и башен Вавилона. Он же описывает древний способ добычи нефти из «известного колодца», расположенного недалеко от Ардерикки — селения у Евфрата, где располагалось имение персидского царя Дария. |
| IV в. до н. э.    | Древний Египет          | Использовалась для бальзамирования умерших. | |
| III век до н. э.  | Древняя Греция          | В качестве зажигательной смеси, топлива. | Упоминания об использовании нефти есть у Плутарха и Диоскорида. Использовалась как топливо морского маяка греческой колонии Танаиса (найдены амфоры с остатками нефти). |

В средние века интерес к нефти основывался на её способности гореть. Сохранились сведения о «горючей воде — густе», привезённой из Ухты в Москву при Борисе Годунове.

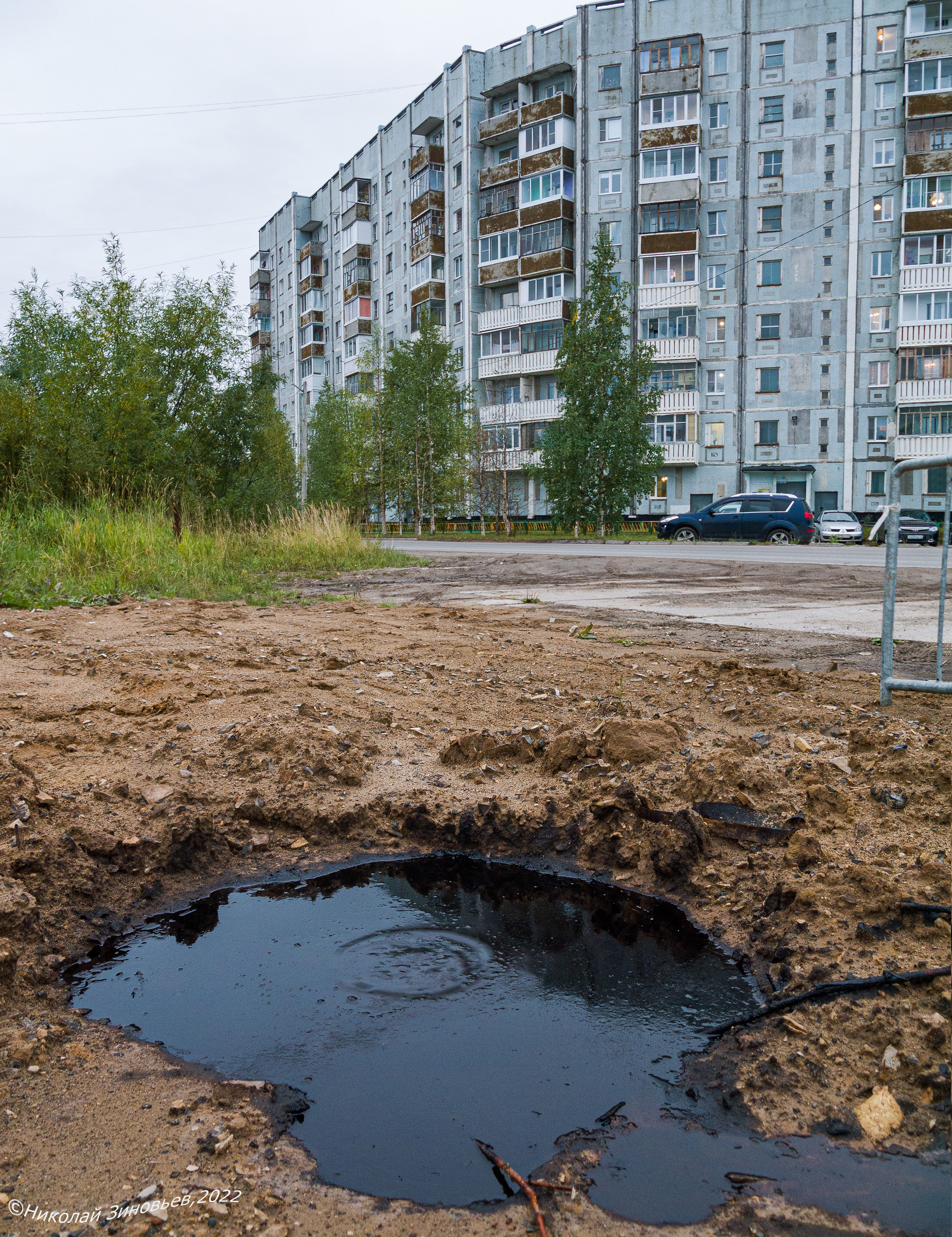
Выход нефти с попутным газом из старой геологоразведывательной скважины рядом с жилым домом в городе Ухта, Республика Коми Чибьюское нефтяное месторождение. Сентябрь 2022.

До XVIII века нефть преимущественно использовалась в натуральном, то есть не переработанном и неочищенном виде. Отдельные сведения о дистилляции нефти начинаются с X века н. э., однако широкого применения продукты дистилляции не находили. В 1733 году российский военный врач Иоганн Лерхе, посетив бакинские нефтепромыслы, записал наблюдения о перегонке нефти: 
Нефть не скоро начинает гореть, она тёмно-бурого цвета, и когда её перегоняют, то делается светло-жёлтою. Белая нефть несколько мутна, но по перегонке так светла делается, как спирт, и сия загорается весьма скоро.

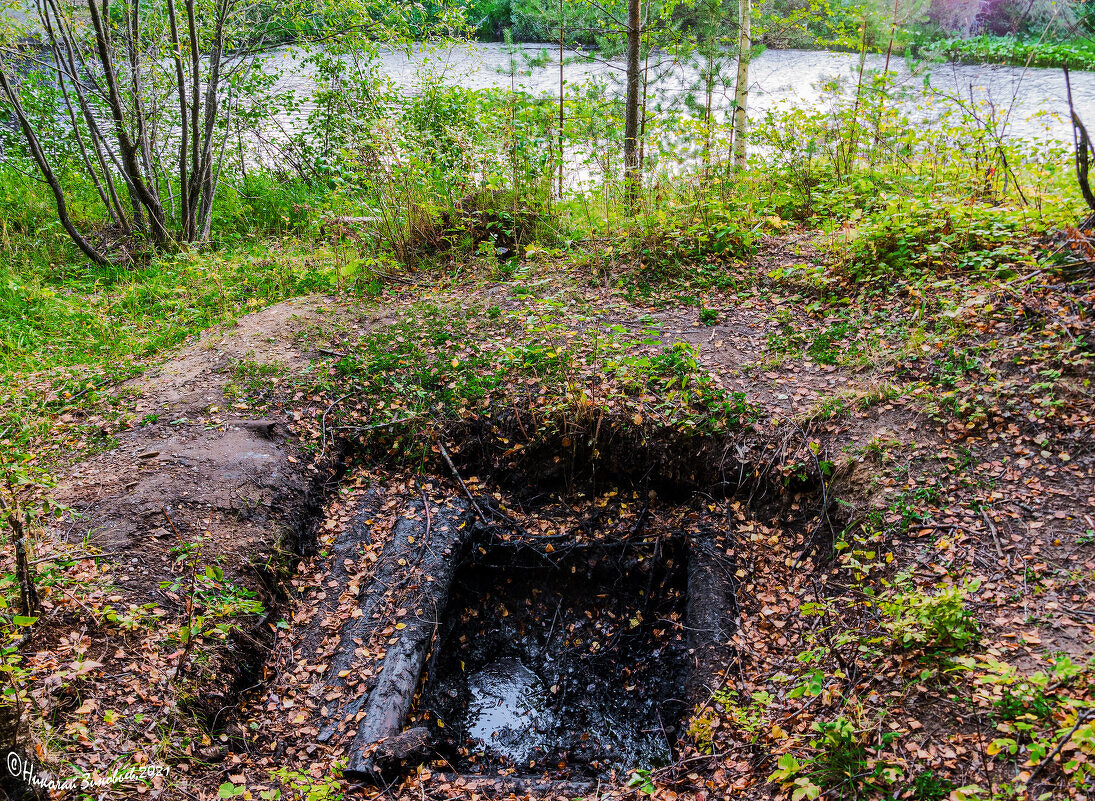
Природный выход нефти на берегу реки Чуть (Нижнечутинское нефтяное месторождение), недалеко от впадения в реку Ухта, Республика Коми

В 1746 году рудознатец Ф. С. Прядунов поставил нефтеперегонный завод на реке Ухте на естественном источнике нефти. Однако удалённость от цивилизации затруднила работу завода, который не смог обеспечить прибыльность и четверть века спустя был заброшен. В 1823 году крепостные крестьяне братья Дубинины построили нефтеперегонный куб на Северном Кавказе, в городе Моздок. Это предприятие проработало более 20 лет, поставляя несколько сот пудов продуктов перегонки нефти в год для аптечных и осветительных целей. В 1857 Василий Кокорев в Сураханах близ Баку построил нефтеперегонный завод начальной мощностью 100 тыс. пудов керосина в год. С этого момента начинается бурное развитие керосинового промысла, потянувшее за собой нефтедобычу. К концу XIX века в России производили уже около 100 млн пудов керосина в год.
Преимущественное использование переработанной нефти началось только во 2-й половине XIX века, чему способствовал возникший в это время новый способ добычи нефти с помощью буровых скважин вместо колодцев. Первая в мире добыча нефти из буровой скважины состоялась в 1846 году на Биби-Эйбатском месторождении вблизи Баку.
Одним из родоначальников нефтяной промышленности был Ян Юзеф Игнаций Лукасевич, живший в Австрийской империи. Работы по получению керосина путем дистилляции сырой нефти привели его к изобретению в 1853 году безопасной керосиновой лампы.

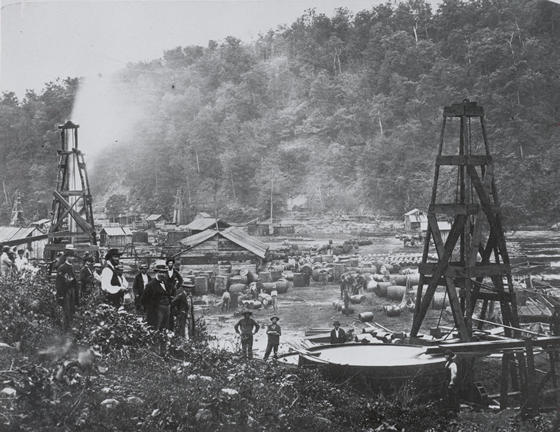
Нефтедобыча в Пенсильвании в 1862 году

В США группа инвесторов во главе с Эдвином Дрейком построила первую в мире промышленную эксплуатационную скважину недалеко от города Тайтесвилл в штате Пенсильвания, которая 27 августа 1859 года дала первую нефть. Этот день принято считать днем начала нефтяной эры. Очень скоро было пробурено множество подобных скважин. В 1865 году добыча нефти недалеко от Питхоул Сити в Пенсильвании составляла около 2/3 от всего мирового объёма добычи того времени.
Первая эксплуатационная скважина в России была пробурена на реке Кудако на Кубани в 1864 году.
Изобретение лампы накаливания способствовало снижению спроса на нефть (стали выходить из моды керосиновые лампы), но зато изобретение бензинового автомобильного двигателя способствовало росту нефтедобычи. На рубеже XIX—XX веков мировым лидером нефтедобычи, опередив США, стала Российская империя, но уже в 1904 году объём российской нефтедобычи составлял лишь две трети от американского.

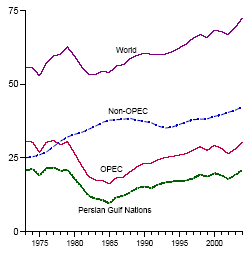
Мировая добыча нефти (верхняя линия) и отдельно добыча странами ОПЕК (красная линия), из них странами Персидского залива (зеленая линия) и прочими нефтедобывающими странами (синяя линия) в 1973—2004 гг.

С 1918 по 1938 год мировое потребление нефтепродуктов увеличилось почти в шесть раз. Этому способствовало и открытие новых месторождений в США, СССР и Венесуэле. В 1938 год в мире было добыто 280 млн тонн нефти. Мировым лидером были США — 164,1 млн тонн (58,6 % мировой добычи). На втором месте находился СССР — 30,2 млн тонн (10,8 % мировой добычи). На третьем месте была Венесуэла — 27,5 млн тонн (9,8 % мировой добычи), где добычу нефти контролировали американская компания Standard Oil of New Jersey и британо-голландская Royal Dutch/Shell.
Нефть была найдена в Ираке — в 1929 году, в Бахрейне — в 1931 году, в Саудовской Аравии и Кувейте — в 1938 году, в Катаре — в 1940 году, но разработка всех этих месторождений началась уже после 1945 года. C 1945 года до 1973 года на мировом рынке нефти доминировали семь транснациональных компаний, получивших прозвище «семь сестёр». Перед нефтяным кризисом 1973 года под их контролем находилось 85 % мировых запасов нефти. В 1960 году нефтедобывающими странами была создана Организация стран — экспортёров нефти (ОПЕК).

## Происхождение
Нефтеобразование — стадийный, длительный процесс образования нефти из органического вещества осадочных пород (остатков древних живых организмов), согласно доминирующей биогенной (органической) теории происхождения нефти. Данный процесс занимает десятки и сотни миллионов лет.
В XX веке определённую популярность имела гипотеза абиогенного происхождения нефти из неорганического вещества на больших глубинах в условиях колоссальных давлений и высоких температур, однако подавляющее большинство доказательств свидетельствует в пользу биогенной теории. Абиогенные гипотезы не позволяли делать эффективных прогнозов для открытия новых месторождений.

## Геология нефти
Заключающие нефть породы обладают сравнительно высокой пористостью и достаточной для её извлечения проницаемостью. Породы, допускающие свободное перемещение и накопление в них жидкостей и газов, называются коллекторами. Пористость коллекторов зависит от степени отсортированности зёрен, их формы и укладки, а также и от наличия цемента. Проницаемость определяется размером пор и их сообщаемостью. Главнейшими коллекторами нефти являются пески, песчаники, конгломераты, доломиты, известняки и другие хорошо проницаемые горные породы, заключённые среди таких слабопроницаемых пород, как глины или гипсы. При благоприятных условиях коллекторами могут быть трещиноватые метаморфические и изверженные породы, находящиеся в соседстве с осадочными нефтеносными породами.
Со 2-й половины XIX в. геологи полагали, что нефтяные залежи приурочиваются почти исключительно к антиклинальным складкам, но в 1911 И. М. Губкиным был открыт в Майкопском районе новый тип залежи, приуроченной к аллювиальным пескам и получившей название «рукавообразной». Спустя более 10 лет подобные залежи были обнаружены в США. Дальнейшее развитие разведочных работ в СССР и США завершилось открытием залежей, связанных с соляными куполами, приподнимающими, а иногда и протыкающими осадочные толщи. Изучение нефтяных месторождений показало, что образование нефтяных залежей обусловлено различными структурными формами изгибов пластов, стратиграфическими соотношениями свит и литологическими особенностями пород. Предложено несколько классификаций месторождений и залежей нефти как в России, так и за рубежом. Нефтяные месторождения различаются друг от друга по типу структурных форм и условиям их образования.

## Свойства

### Физические свойства
Нефть — жидкость от светло-коричневого (почти бесцветная) до тёмно-бурого (почти чёрного) цвета (хотя бывают образцы даже изумрудно-зелёной нефти). Цвет обусловлен содержанием веществ: в зелёной обычно много серы; в коричневой и чёрной — асфальтенов, смол; жёлтая, оранжевая и прозрачная содержат легкие фракции попутных нефтяных газов и газоконденсата, которые выкипают при температуре ниже 100 градусов по Цельсию. Нефть и некоторые её фракции обладают оптическим эффектом флуоресценции: меняют цвет при появлении ультрафиолетового излучения, например солнечного света. Явление связывают с присутствием многоядерных ароматических углеводородов в составе нефти. Редчайшая «синяя» нефть встречается на некоторых месторождениях неподалёку от Баку.
Средняя молекулярная масса 220—400 г/моль (редко 450—470). Плотность 0,65—1,05 (обычно 0,82—0,95) г/см³; нефть, плотность которой ниже 0,83, называется лёгкой, 0,831—0,860 — средней, выше 0,860 — тяжёлой.
Плотность нефти, как и других углеводородов, сильно зависит от температуры и давления. Она содержит большое число разных органических веществ и поэтому характеризуется не температурой кипения, а температурой начала кипения жидких углеводородов (обычно >28 °C, реже ≥100 °C в случае тяжёлой не́фти) и фракционным составом — выходом отдельных фракций, перегоняющихся сначала при атмосферном давлении, а затем под вакуумом в определённых температурных пределах, как правило до 450—500 °C (выкипает ~ 80 % объёма пробы), реже 560—580 °C (90—95 %). Температура кристаллизации от −60 до +30 °C; зависит преимущественно от содержания в нефти парафина (чем его больше, тем температура кристаллизации выше) и лёгких фракций (чем их больше, тем эта температура ниже). Вязкость изменяется в широких пределах (от 1,98 до 265,90 мм²/с для различной нефти, добываемой в России), определяется фракционным составом нефти и её температурой (чем она выше и больше количество лёгких фракций, тем ниже вязкость), а также содержанием смолисто-асфальтеновых веществ (чем их больше, тем вязкость выше). Удельная теплоёмкость 1,7—2,1 кДж/(кг∙К); удельная теплота сгорания (низшая) 43,7—46,2 МДж/кг; диэлектрическая проницаемость 2,0—2,5; электрическая проводимость [удельная] от 2∙10−10 до 0,3∙10−18 Ом−1∙см−1.
Нефть — легковоспламеняющаяся жидкость; температура вспышки от −35 до +121 °C (зависит от фракционного состава и содержания в ней растворённых газов). Нефть растворима в органических растворителях, в обычных условиях нерастворима в воде, но может образовывать с ней стойкие эмульсии. В технологии для отделения от нефти воды и растворённой в ней соли проводят обезвоживание и обессоливание.

### Химический состав
С точки зрения коллоидной химии нефть представляет собой многокомпонентную коллоидную систему, то есть жидкость, в которой взвешены мицеллы — полутвёрдые сгустки высокомолекулярных смол, асфальтенов и карбенов, не растворимых в жидких углеводородах при обычных температурах — а также зачастую углистые (состоящие из карбенов и карбоидов) и минеральные частицы и вода.
В состав нефти входит около тысячи веществ, из которых большая часть — жидкие углеводороды (более 500 веществ, обычно составляющих 80—90 % массы нефти) и органические соединения, включающие в себя другие элементы (4—5 %), в основном серу (около 250 веществ), азот (более 30 веществ) и кислород (около 85 веществ), а также металлоорганические соединения (главным образом ванадиевые и никелевые), растворённые углеводородные газы (C1-C4, от десятых долей до 4 %), вода (от следов до 10 %), минеральные соли (главным образом хлориды, 0,1—4000 мг/л и более), растворы солей органических кислот и механические примеси.
В основном в нефти представлены парафиновые (обычно 30—35, реже 40—50 % по объёму) и нафтеновые (25—75 %) соединения. В меньшей степени — соединения ароматического ряда (10—20, реже 35 %) и смешанного, или гибридного строения (например, парафино-нафтеновые, нафтено-ароматические).
Наряду с углеводородами в состав нефти входят вещества, содержащие примесные атомы. Серосодержащие — H2S, меркаптаны, моно- и дисульфиды, тиофены и тиофаны, а также полициклические и т. п. (70—90 % концентрируется в остаточных продуктах — мазуте и гудроне); азотсодержащие — преимущественно гомологи пиридина, хинолина, индола, карбазола, пиррола, а также порфирины (большей частью концентрируется в тяжёлых фракциях и остатках); кислородсодержащие — нафтеновые кислоты, фенолы, смолисто-асфальтеновые и др. вещества (сосредоточены обычно в высококипящих фракциях). Элементный состав (%): 82-87 C; 11-14,5 Н; 0,01-6 S (редко до 8); 0,001-1,8 N; 0,005—0,35 O (редко до 1,2) и др. Всего в нефти обнаружено более 50 элементов. Так, наряду с упомянутыми, в нефти присутствуют V(10−5 — 10−2 %), Ni(10−4−10−3 %), Cl (от следов до 2⋅10−2 %) и т. д. Содержание указанных соединений и примесей в сырье разных месторождений колеблется в широких пределах, поэтому говорить о среднем химическом составе нефти можно только условно.
| Месторождение             | Плотность, г/см³ | С     | Н     | S    | N    | O    | Зола |
| ------------------------- | ---------------- | ----- | ----- | ---- | ---- | ---- | ---- |
| Ухтинское (РФ)            | 0,897            | 85,30 | 12,46 | 0,88 | 0,14 | -    | 0,01 |
| Грозненское (РФ)          | 0,850            | 85,95 | 13,00 | 0,14 | 0,07 | 0,74 | 0,10 |
| Сураханское (Азербайджан) | 0,793            | 85,34 | 14,14 | 0,03 | -    | 0,49 | -    |
| Калифорнийское (США)      | 0,912            | 84,00 | 12,70 | 0,40 | 1,70 | 1,20 | -    |

По способности растворяться в органических жидкостях, в том числе в:
- сероуглероде;
- хлороформе;
- спиртобензольной смеси.

нефть, как и:
- другие петролиты
- вещества, извлекаемые этими растворителями из торфа,
- вещества, извлекаемые этими растворителями из ископаемых углей

учёными[какими?] принято относить к группе битумов.

### Нефть как составляющая залежей углеводородов
Часто нефтяная залежь занимает лишь часть коллектора, и поэтому, в зависимости от характера пористости и степени цементации породы (гетерогенности залежи), обнаруживается различная степень насыщенности нефтью отдельных её участков в пределах самой залежи. Иногда этой причиной обусловливается наличие непродуктивных участков залежи. Обычно нефть в залежи сопровождается водой, которая ограничивает залежь вниз по падению слоёв либо по всей её подошве. Кроме того, в каждой залежи нефти вместе с ней находится т. н. плёночная, или остаточная вода, обволакивающая частицы пород (песков) и стенки пор. В случае выклинивания пород коллектора или обрезания его сбросами, сдвигами и т. п. дизъюнктивными нарушениями залежь может либо целиком, либо частично ограничиваться слабопроницаемыми породами. В верхних частях нефтяной залежи иногда сосредоточивается газ (т. н. «газовая шапка»). Дебит скважин, помимо физических свойств коллектора, его мощности и насыщения, определяется давлением растворённого в нефти газа и краевых вод. При добыче нефти скважинами не удаётся целиком извлечь всю нефть из залежи, значительное количество её остаётся в недрах земной коры (см. Нефтеотдача и Нефтедобыча). Для более полного извлечения нефти применяются специальные приёмы, из которых большое значение имеет метод заводнения (законтурного, внутриконтурного, очагового).

## Классификация
Класс углеводородов, по которому нефти даётся наименование, должны присутствовать в количестве более 50 %. Если присутствуют углеводороды также и других классов и один из классов составляет не менее 25 %, выделяют смешанные типы нефти: метано-нафтеновые, нафтено-метановые, ароматическо-нафтеновые, нафтено-ароматические, ароматическо-метановые и метано-ароматические; в них первого компонента содержится более 25 %, второго — более 50 %.
| Месторождение             | Плотность, г/см³ | Парафины | Нафтены | Ароматические |
| ------------------------- | ---------------- | -------- | ------- | ------------- |
| Пермское (РФ)             | 0,941            | 8,1      | 6,7     | 15,3          |
| Грозненское (РФ)          | 0,844            | 22,2     | 10,5    | 5,5           |
| Сураханское (Азербайджан) | 0,848            | 13,2     | 21,3    | 5,2           |
| Калифорнийское (США)      | 0,897            | 9,8      | 14,9    | 5,1           |
| Техасское (США)           | 0,845            | 26,4     | 9,7     | 6,4           |

### Сорта товарной нефти
Введение сортности необходимо в связи с разностью состава нефти (содержания серы, различного содержания групп алканов, наличия примесей) в зависимости от месторождения. Стандартом для цен служит нефть сортов WTI и Light Sweet (для западного полушария и вообще ориентиром для других сортов нефти), а также Brent (для рынков Европы и стран ОПЕК).
Чтобы упростить экспорт, были придуманы некие стандартные сорта нефти, связанные либо с основным месторождением, либо с группой месторождений. Для России это тяжёлая Urals и лёгкая нефть Siberian Light, в Азербайджане Azeri Light. В Великобритании — Brent, в Норвегии — Statfjord, в Ираке — Kirkuk, в США — Light Sweet и WTI. Часто бывает, что страна производит два сорта нефти — лёгкую и тяжёлую. Например в Иране это Iran Light и Iran Heavy.

## Нефтедобыча
По способам подъёма современные методы добычи нефти делятся на:
- фонтан (выход жидкости осуществляется за счёт пластового давления);
- газлифт;
- установка электроцентробежного насоса (УЭЦН);
- ЭВН установка электровинтового насоса (УЭВН);
- ШГН (штанговые насосы), часто с приводом от наземного станка-качалки;
- другие.

Первый центробежный насос для добычи нефти был разработан в 1916 российским изобретателем Армаисом Арутюновым. В 1923 году Арутюнов эмигрировал в США, и в 1928 году основал фирму Bart Manufacturing Company, которая в 1930 была переименована в «REDA Pump» (аббревиатура от Russian Electrical Dynamo of Arutunoff), которая многие годы была лидером рынка погружных насосов для нефтедобычи. В СССР большой вклад в развитие электрических погружных насосов для добычи нефти внесло Особое конструкторское бюро по конструированию, исследованию и внедрению глубинных бесштанговых насосов (ОКБ БН) созданном в 1950 г. Основателем ОКБ БН был Богданов Александр Антонович.

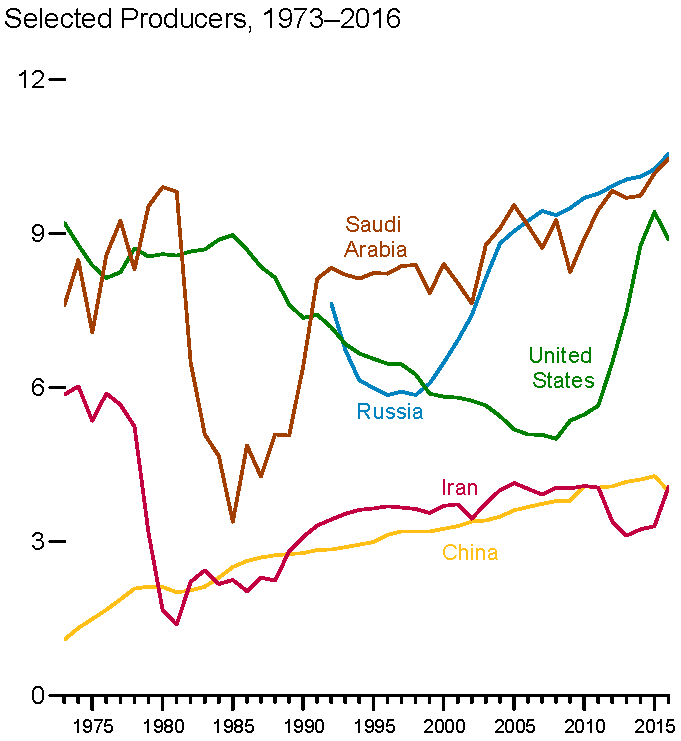
Добыча в нефтедобывающих странах 1973—2016

До середины 1970-х мировая добыча нефти удваивалась примерно каждое десятилетие, потом темпы её роста замедлились. В 1938 она составляла около 280 млн т, в 1950 около 550 млн т, в 1960 свыше 1 млрд т, а в 1970 свыше 2 млрд т. В 1973 году мировая добыча нефти превысила 2,8 млрд т. Мировая добыча нефти в 2005 году составила около 3,6 млрд т.
Мировая добыча нефти в 2006 г. составляла около 3,8 млрд т в год, или 30 млрд баррелей в год.
| Страна                       | 2008           | 2008                    | 2006           | 2006                    | 2003           | 2003                    |
| Страна                       | Добыча, млн т. | Доля мирового рынка (%) | Добыча, млн т. | Доля мирового рынка (%) | Добыча, млн т. | Доля мирового рынка (%) |
| Саудовская Аравия            | 505            | 9,2                     | 477            | 12,1                    | 470            | 12,7                    |
| Россия                       | 480            | 9,1                     | 507            | 12,9                    | 419            | 11,3                    |
| США                          | 294            | 5,6                     | 310            | 7,9                     | 348            | 9,4                     |
| Иран                         | 252            | 4,8                     | 216            | 5,5                     | 194            | 5,2                     |
| Китай                        | 189            | 3,5                     | 184            | 4,7                     | 165            | 4,4                     |
| Мексика                      | 167,94         | 3,2                     | 183            | 4,6                     | 189            | 5,1                     |
| Канада                       | 173,4          | 3,3                     | 151            | 3,8                     | 138            | 3,7                     |
| Венесуэла                    | 180            | 3,4                     | 151            | 3,8                     | 149            | 4                       |
| Казахстан                    | 70             | 1,3                     | 64,9           | 1,7                     | 51,3           | 1,2                     |
| остальные страны:            |                |                         | 1692,1         | 43                      | 1589,7         | 43                      |
| Мировая добыча нефти, всего: |                | 100                     | 3936           | 100                     | 3710           | 100                     |

Нефтедобывающими странами также являются: Ливия, Норвегия.
| номер | государства       | месторождение       | добыча в 2006 г. (млн т) | добыча в 2008 г. (млн т) | нефтегазоносный бассейн | оператор |
| 1     | Саудовская Аравия | Аль-Гавар           | 250                      | ???                      | Персидский залив        | Saudi Aramco |
| 2     | Венесуэла         | Шельф Боливар       | 100                      | 120                      | Маракайбо               | Petróleos de Venezuela |
| 3     | Мексика           | Кантарел            | 86,7                     | ???                      | Мексиканский залив      | Pemex |
| 4     | Кувейт            | Большой Бурган      | 80                       | ???                      | Персидский залив        | Kuwait Oil Company |
| 5     | Саудовская Аравия | Сафания-Хафджи      | 75                       | 70                       | Персидский залив        | Saudi Aramco |
| 6     | Ирак              | Румайла             | 65                       | ???                      | Персидский залив        | BP (48 %), CNPC (46 %), Государственная организация по торговле нефтью (6 %) |
| 7     | Китай             | Дацин               | 43,41                    | ???                      | Сунляо                  | CNPC |
| 8     | Ангола            | Комплекс Кизомба    | ???                      | 38,5                     | Атлантическая побережье | ExxonMobil (40 %), BP (27 %), Agip (20 %), Equinor (13 %) |
| 9     | Иран              | Ахваз               | 35                       | ???                      | Персидский залив        | Национальная иранская нефтяная компания |
| 10    | Азербайджан       | Азери-Чираг-Гюнешли | 23,6                     | 34                       | Южный Каспий            | BP (36 %), ГНКАР (12 %), Chevron (11 %), International Petroleum Exploration Teikoku Oil (11 %), Equinor (8 %), ExxonMobil (8 %), Türkiye Petrolleri Anonim Ortaklığı (7 %), Itochu (4 %), ONGC (3 %) |
| 11    | Россия            | Самотлор            | 30,75                    | 27,9 (2009 г.)           | Западная Сибирь         | Роснефть |
| 12    | Россия            | Приобское           | 27,6                     | 40,4                     | Западная Сибирь         | Роснефть (81 %), Газпром нефть (18 %), Русснефть (1 %) |
| 13    | ОАЭ               | Эз-Закум            | 27,5                     | ???                      | Персидский залив        | Abu Dhabi National Oil Company (70 %), ExxonMobil (21 %), Japan Oil Development (9 %) |
| 14    | Саудовская Аравия | Шайба               | 27,5                     | ???                      | Персидский залив        | Saudi Aramco |
| 15    | Китай             | Шэнли               | 27,49                    | ???                      | Бохайвань               | China National Offshore Oil Corporation |
| 16    | Иран              | Марун               | 26                       | ???                      | Персидский залив        | Национальная иранская нефтяная компания |
| 17    | Казахстан         | Тенгиз              | 13,32                    | 25                       | Прикаспийская НГП       | Chevron (50 %), Казмунайгаз (20 %), ExxonMobil (25 %), Лукойл (5 %) |
| 18    | Саудовская Аравия | Зулуф               | 25                       | ???                      | Персидский залив        | Saudi Aramco |
| 19    | Иран              | Гечсаран            | 24                       | ???                      | Персидский залив        | Национальная иранская нефтяная компания |
| 20    | Алжир             | Хасси-Мессауд       | 22                       | ???                      | Алжирская Сахара        | Sonatrach |

См. также: Перепроизводство нефти в 1980-х годах

### Нефтяная промышленность в России

Добыча энергоносителей в России

Одно из первых упоминаний о нефти в России относится к XV веку, когда нефть была найдена в Ухте. В 1684 году иркутский письменный голова Леонтий Кислянский обнаружил нефть в районе Иркутского острога. О другой находке нефти в России было сообщено 2 января 1703 года в русской газете «Ведомости». Добыча нефти началась с 1745 года. Однако в течение XVIII века разработка нефтяных месторождений являлась убыточной из-за крайне узкого практического применения продукта. С развитием промышленности, спрос увеличился. Основным нефтяным районом России стал Кавказ.
Первый завод по очистке нефти был построен в России в 1745 году, в период правления Елизаветы Петровны, на Ухтинском нефтяном промысле. В Санкт-Петербурге и в Москве тогда пользовались свечами, а в малых городах — лучинами. Но уже тогда во многих церквях горели неугасаемые лампады. В них наливалось горное масло, которое было не чем иным, как смесью очищенной нефти с растительным маслом. Купец Набатов был единственным поставщиком очищенной нефти для соборов и монастырей. В конце XVIII столетия была изобретена лампа. С появлением ламп возрос спрос на керосин.
Войны и революционные события в России ввергли нефтедобычу в кризис. Только в 1920-е годы стало возможным говорить о восстановлении отрасли.
Добыча нефти в СССР быстро росла вплоть до начала 80-х, затем рост замедлился. В 1988 году добыча нефти в СССР и в России достигла исторического максимума, а затем начала падать.
После распада Советского Союза государственные предприятия были акционированы, и значительная их часть перешла в частные руки. Добыча нефти продолжала падать вплоть до середины 90-х годов, после чего вновь стала расти.
Нефть является главной статьёй российского экспорта, составляя, по данным за 2009 год, 33 % экспорта в денежном выражении (вместе с нефтепродуктами — 49 %). Кроме того, от уровня цен на нефть и нефтепродукты существенно зависят цены на третий основной компонент экспорта — природный газ.
Правительство России планирует увеличение добычи нефти к 2030 году до 530 млн т в год.
По данным Министерства природных ресурсов и экологии РФ, стоимость суммарных запасов нефти в России составляет около 40 триллионов рублей. Объём нефтяных запасов в натуральном выражении — более 9 миллиардов тонн. При этом в статистику Минприроды попали только запасы на уже лицензированных к добыче участках месторождений, «по которым имеются утверждённый в установленном порядке технический проект и иная проектная документация на выполнение работ». Общий объём разведанных запасов намного больше.
В 2011 году добыча нефти в РФ составила около 511 млн тонн, что на 1,23 % выше, чем в 2010. Экспорт нефти сократился на 2,4 % по данным Росстата, или на 6,4 % по данным ФТС, но доходы от экспорта выросли со 129 до 172 млрд долларов.

## Переработка нефти
Чтобы получить топливо или масло, годное для использования, сырую нефть перерабатывают различными способами в несколько этапов.
Первичные процессы переработки не предполагают химических изменений нефти и представляют собой её физическое разделение на фракции. Сначала промышленная нефть проходит первичный технологический процесс очистки добытой нефти от нефтяного газа, воды и механических примесей — этот процесс называется первичной сепарацией нефти.
Целью вторичных процессов является увеличение количества производимых моторных топлив, они связаны с химической модификацией молекул углеводородов, входящих в состав нефти, как правило, с их преобразованием в более удобные для окисления формы.
По своим направлениям, все вторичные процессы можно разделить на три вида:
- Углубляющие: каталитический крекинг, термический крекинг, висбрекинг, замедленное коксование, гидрокрекинг, производство битумов и т. д.;
- Облагораживающие: риформинг, гидроочистка, изомеризация и т. д.;
- Прочие: процессы по производству масел, МТБЭ, алкилирования, производство ароматических углеводородов и т. д.

## Применение

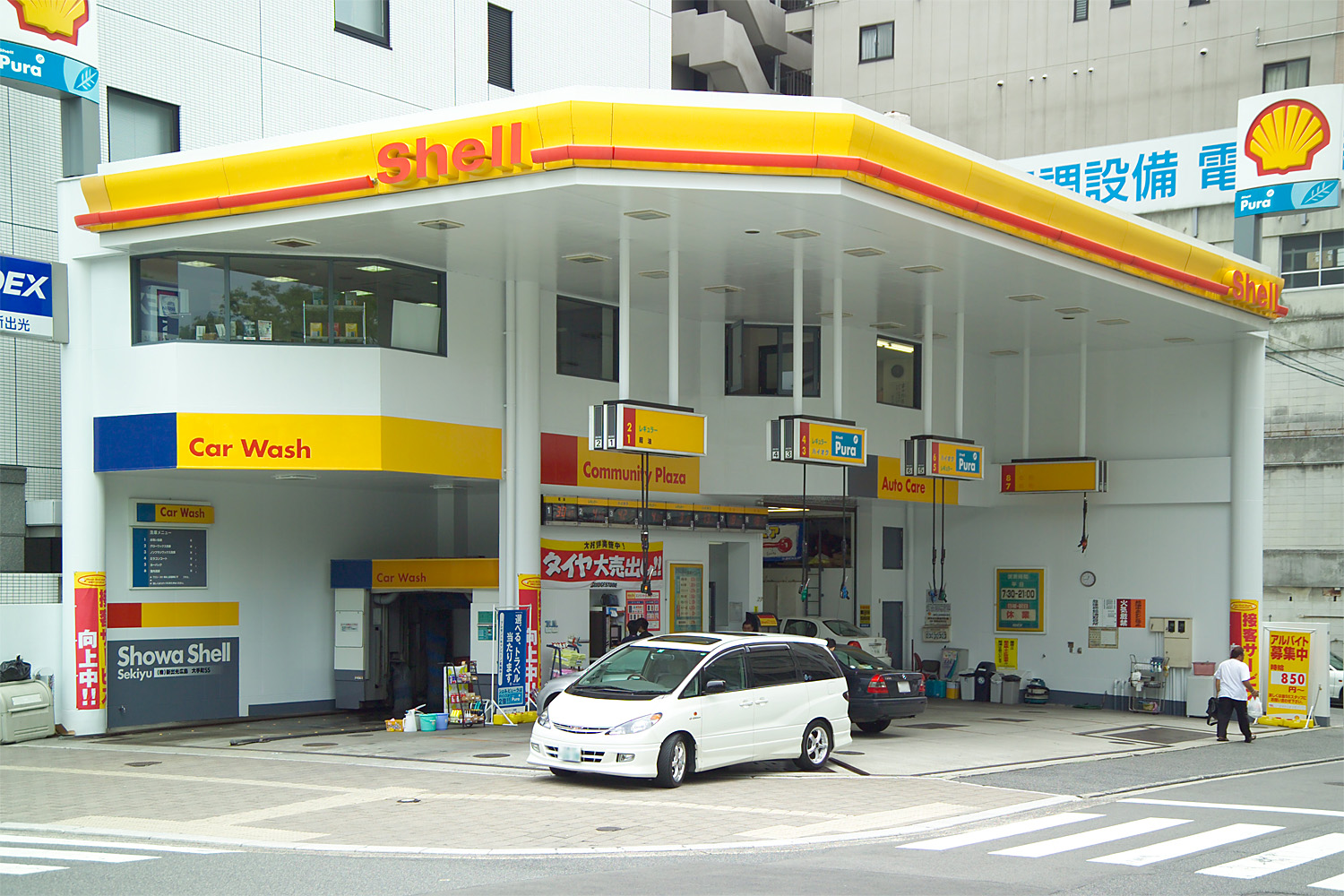
Автозаправочная станция

Непосредственно сырая нефть практически не применяется (сырая нефть наряду с нерозином применяется для пескозащиты — закрепления барханных песков от выдувания ветром при строительстве ЛЭП и трубопроводов). Для получения из неё технически ценных продуктов, главным образом моторных топлив (бензин, керосин, дизельное топливо, реактивное топливо), топлива для газовых турбин и котельных установок, смазочных и специальных масел, парафина, битумов для дорожного строительства и гидроизоляции, синтетических жирных кислот, сажи для резиновой промышленности, кокса для электродов, растворителей, сырья для химической промышленности, её подвергают переработке.
Попутные нефтяные газы, газы нефтепереработки, ряд фракций нефти, ароматические углеводороды, жидкие и твёрдые парафины, получаемые из нефти используются как сырьё для нефтехимического синтеза полимерных материалов и пластических масс, синтетических волокон, синтетического каучука, синтетических моющих средств, спиртов, альдегидов, кетонов, кормовых белков и других ценных материалов.
Нефть занимает ведущее место в мировом топливно-энергетическом балансе: доля её в общем потреблении энергоресурсов составляла 33,6 % в 2010. В перспективе эта доля будет уменьшаться вследствие возрастания применения атомной и иных видов энергии, а также увеличения стоимости и уменьшения добычи.

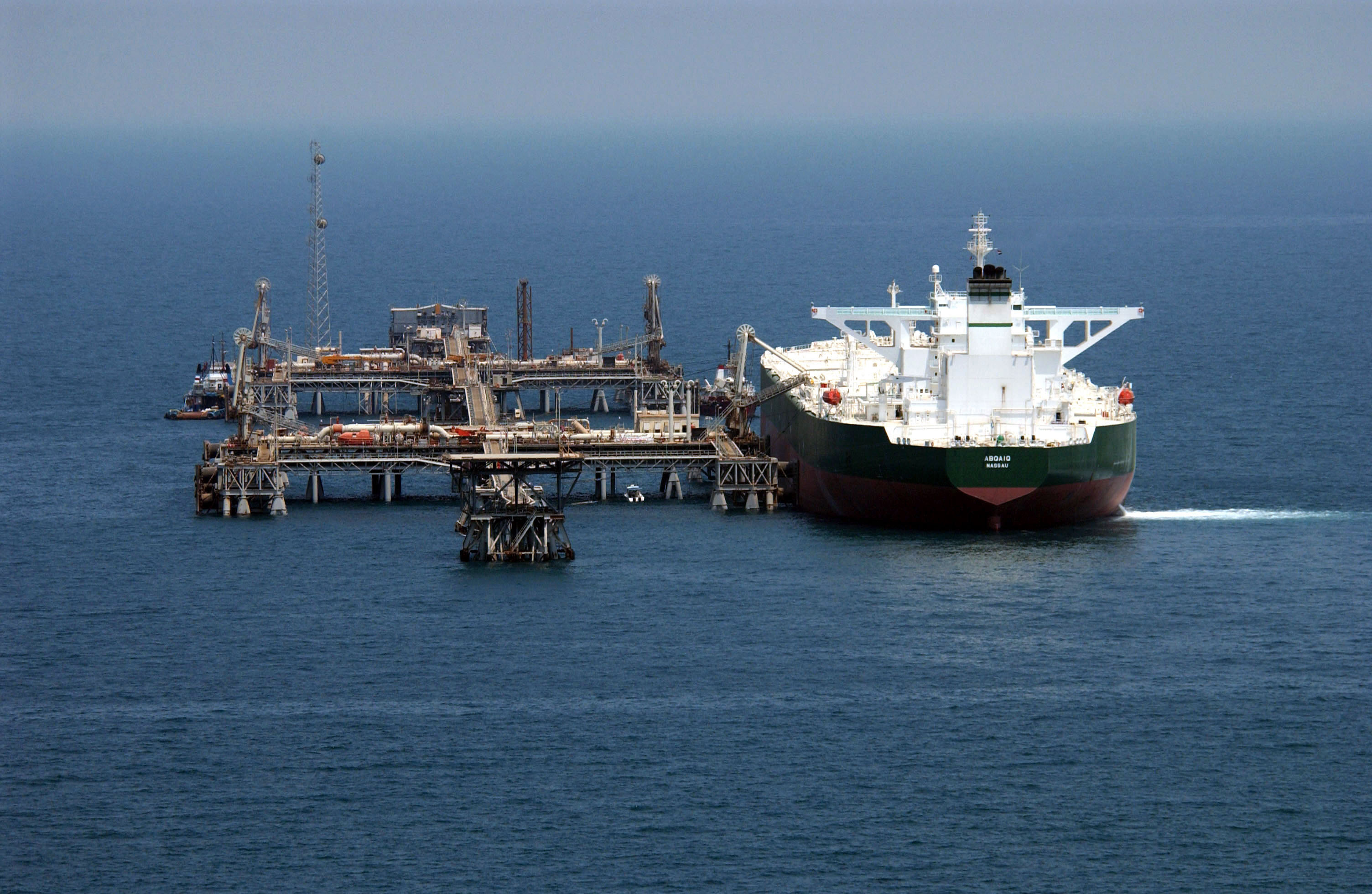
Загрузка нефти в танкер

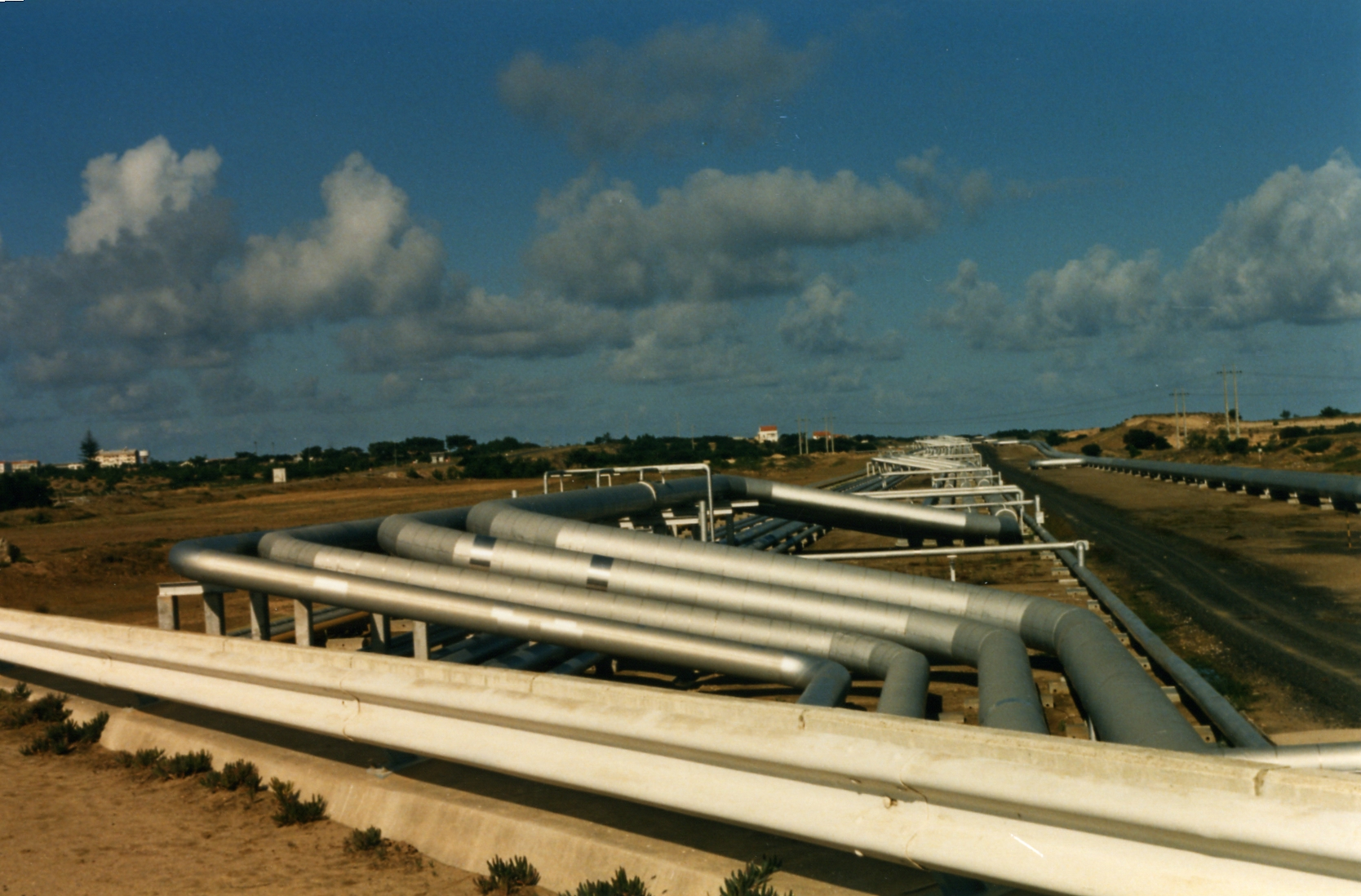
Нефтепровод в Португалии

В связи с быстрым развитием в мире химической и нефтехимической промышленности, потребность в нефти увеличивается не только с целью повышения выработки топлив и масел, но и как источника ценного сырья для производства синтетических каучуков и волокон, пластмасс, ПАВ, моющих средств, пластификаторов, присадок, красителей, и др. (более 8 % от объёма мировой добычи). Среди получаемых из нефти исходных веществ для этих производств наибольшее применение нашли: парафиновые углеводороды — метан, этан, пропан, бутаны, пентаны, гексаны, а также высокомолекулярные (10—20 атомов углерода в молекуле); нафтеновые; ароматические углеводороды — бензол, толуол, ксилолы, этилбензол; олефиновые и диолефиновые — этилен, пропилен, бутадиен; ацетилен.
Нефть уникальна именно комбинацией качеств: высокая плотность энергии (на тридцать процентов выше, чем у самых качественных углей), нефть легко транспортировать (по сравнению с газом или углём, например), наконец, из нефти легко получить массу вышеупомянутых продуктов.
Истощение ресурсов нефти, рост цен на неё и др. причины вызвали интенсивный поиск заменителей жидких топлив.
| Потребление нефти по отраслям | Транспорт | Промышленность | Прочие энергетические нужды | Неэнергетическое использование |
| ----------------------------- | --------- | -------------- | --------------------------- | ------------------------------ |
| 1973 год                      | 45,4 %    | 19,9 %         | 23,1 %                      | 11,6 %                         |
| 2014 год                      | 64,5 %    | 8,0 %          | 11,3 %                      | 16,2 %                         |
| 2016 год                      | 57,2 %    | 26,4 %         | 5,3 %                       | 11,1 %                         |

Как сообщает американский историк Д. Бурстин, в XIX веке в США нефть продавали в качестве универсального лекарства.

## Исследования
Д. И. Менделеев впервые обратил внимание на то, что нефть является важнейшим источником химического сырья, а не только топливом; он посвятил ряд работ происхождению и рациональной переработке нефти. Ему принадлежит известное высказывание о попытках топить паровые котлы нефтью вместо угля: «Можно топить и ассигнациями» (1885).
Большое значение имели работы В. В. Марковникова (1880-е годы), посвящённые изучению состава нефти; им был открыт в нефти новый класс углеводородов, названный им нафтенами, и изучено строение многих углеводородов. Л. Г. Гурвич на основании своих исследований разработал физико-химическую основу очистки нефти и нефтепродуктов и значительно усовершенствовал методы её переработки. Продолжая работы Марковникова, Н. Д. Зелинский разработал в 1918 году каталитический способ получения бензина из тяжёлых остатков нефти. Многие годы в области химии нефти работал С. С. Намёткин; им разработаны методы определения содержания в нефти углеводородов разных классов (определение группового состава) и указаны способы повышения выхода нефтепродуктов. В. Г. Шухов изобрёл первую в мире промышленную установку термического крекинга нефти (1891), был автором проекта и главным инженером строительства первого российского нефтепровода (1878), заложил основы конструирования нефтепроводов, нефтехранилищ и оборудования нефтепереработки.

## Запасы

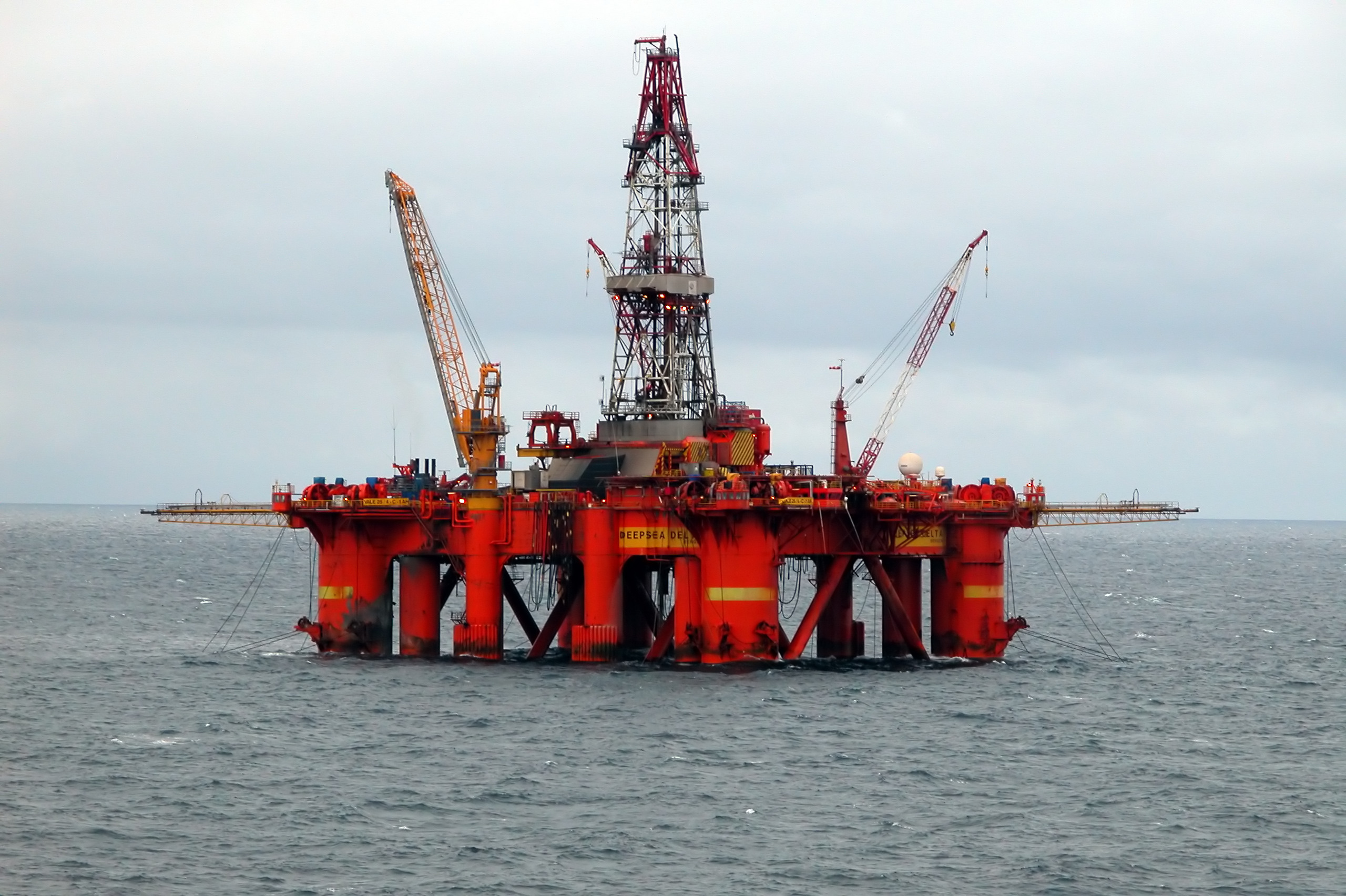
Нефтяная платформа в Северном море

Нефть относится к невозобновляемым ресурсам. Разведанные запасы нефти составляют (на 2004) 210 млрд т (1200 млрд баррелей), неразведанные — оцениваются в 52—260 млрд т (300—1500 млрд баррелей). Мировые разведанные запасы нефти оценивались к началу 1973 года в 100 млрд т (570 млрд баррелей). Начиная с 1984 г., годовой объём мировой нефтедобычи превышает объём разведываемых запасов нефти.
Мировая добыча нефти в 2006 г. составляла около 3,8 млрд т в год, или 30 млрд баррелей в год. Таким образом, при нынешних темпах потребления, разведанной нефти хватит примерно на 40 лет, неразведанной — ещё на 10—50 лет.
Несмотря на существование таких прогнозов, правительство России в 2009 году планировало увеличение добычи нефти к 2030 году до 530 млн т в год (в рамках Энергетической стратегии России на период до 2030 года) Энергетическая стратегия России на период до 2030 года. Дата обращения: 22 мая 2012. Архивировано из оригинала 29 мая 2013 года..
| Страна            | Запасы1 | % от мировых запасов | Добыча² | Ресурсообеспеченность (лет)³ |
| ----------------- | ------- | -------------------- | ------- | ---------------------------- |
| Венесуэла         | 300,9   | 17,7                 | 2626    | 314                          |
| Саудовская Аравия | 266,6   | 15,7                 | 12 014  | 61                           |
| Канада            | 172,2   | 10,1                 | 4385    | 108                          |
| Иран              | 157,8   | 9,3                  | 3920    | 110                          |
| Ирак              | 143,1   | 8,4                  | 4031    | 97                           |
| Россия            | 102,4   | 6,0                  | 10 980  | 26                           |
| Кувейт            | 101,5   | 6,0                  | 3096    | 90                           |
| ОАЭ               | 97,8    | 5,8                  | 3902    | 69                           |
| США               | 55,3    | 3,2                  | 12 704  | 12                           |
| Ливия             | 48,4    | 2,8                  | 432     | 307                          |
| Нигерия           | 37,1    | 2,2                  | 2352    | 43                           |
| Казахстан         | 30,0    | 1,8                  | 1669    | 49                           |
| Катар             | 25,7    | 1,5                  | 1898    | 37                           |
| Китай             | 18,5    | 1,1                  | 4309    | 12                           |
| Бразилия          | 13,0    | 0,8                  | 2527    | 14                           |
| Члены ОПЕК        | 1211,6  | 71,4                 | 38 226  | 87                           |
| Весь мир          | 1697,6  | 100,0                | 91 670  | 51                           |

Примечания:
1. Оценочные запасы в миллиардах (109) баррелей
2. Добыча в тысячах (10³) баррелей в день
 3. Ресурсообеспеченность рассчитывается как запасы/добыча
По состоянию на 1 января 2012 года, согласно официально обнародованной информации (до этого данные по запасам нефти и газа были засекречены), извлекаемые запасы нефти в Российской Федерации по категориям A/B/C1 составляют 17,8 млрд тонн или 129,9 млрд баррелей (из расчёта, что 1 тонна экспортной смеси Urals составляет 7,3 барреля). Расчётное время на которое хватит этих запасов при текущей добыче (чуть больше 10 млн баррелей или 1,4 млн тонн в день) составляет 35 лет.
Также имеются большие запасы нефти (3400 млрд баррелей) в нефтяных песках Канады и Венесуэлы. Этой нефти при нынешних темпах потребления хватит на 110 лет. В настоящее время компании ещё не могут производить много нефти из нефтяных песков, но ими ведутся разработки в этом направлении.

## Нефть и экономика
Нефть занимает ведущее место в мировом топливно-энергетическом хозяйстве. Её доля в общем потреблении энергоресурсов непрерывно росла: 3 % в 1900, 5 % перед 1-й мировой войной (1914—1918), 17,5 % накануне 2-й мировой войны (1939—1945), 24 % в 1950, 41,5 % в 1972, 46,2 % в 1973 году и 48 % в 2004 году, но впоследствии стала уменьшаться, составив 33,6 % в 2010 и 31,3 % в 2014 году. Затем снова наметился рост и в 2016 году доля нефти составила 33,3 %..

### Рынок нефти
В 2017 году сырая нефть была наиболее торгуемым товаром на мировом рынке, объём операций оценивается в 792 млрд долл. США.
Крупнейшими экспортёрами сырой нефти были:
- Саудовская Аравия (110 млрд долл. США);
- Россия (96,6 млрд долл. США);
- Ирак (57,5 млрд долл. США);
- Канада (54,1 млрд долл. США);
- Объединённые Арабские Эмираты (39,9 млрд долл. США);
- Иран (38,5 млрд долл. США);
- Нигерия (35,6 млрд долл. США);
- Кувейт (31,3 млрд долл. США);
- Норвегия (28,1 млрд долл. США);
- Ангола (26,8 млрд долл. США).

Крупнейшими импортёрами сырой нефти были:
- Китай (144 млрд долл. США);
- США (129 млрд долл. США);
- Индия (74,7 млрд долл. США);
- Япония (57,7 млрд долл. США);
- Южная Корея (56 млрд долл. США);
- Нидерланды (36,4 млрд долл. США);
- Германия (30,1 млрд долл. США);
- Италия (24,8 млрд долл. США);
- Испания (23,2 млрд долл. США);
- Франция (20,6 млрд долл. США).

Сырая нефть являлась в 2017 году главным экспортным товаром для таких стран как Канада, Россия, Саудовская Аравия, Объединённые Арабские Эмираты, Норвегия, Ирак, Иран, Нигерия, Кувейт и Казахстан. Сырая нефть была главной статьёй импорта для таких стран как Япония, Нидерланды, Южная Корея, Индия, Испания, ЮАР, Португалия, Финляндия, Греция и Беларусь.

### Цены на нефть

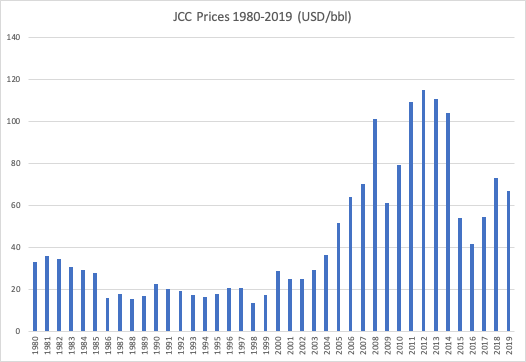
Динамика цен на нефть (1980—2019)

Цены на нефть, как и на любой другой товар, определяются соотношением спроса и предложения. Если предложение падает, цены растут до тех пор, пока спрос не сравняется с предложением.
Особенность нефти, однако, в том, что в краткосрочной перспективе спрос малоэластичен: рост цен мало влияет на спрос. Поэтому даже небольшое падение предложения нефти приводит к резкому росту цен.
В среднесрочной (5—10 лет) и долгосрочной (десятилетия) перспективе спрос, однако, непрерывно увеличивается за счёт увеличения количества автомобилей и тому подобной техники. Однако, точное обоснование этой точки зрения не известно. К тому же, относительно недавно в число крупнейших мировых потребителей нефти вошли Китай и Индия.
В XX веке рост спроса на нефть уравновешивался разведкой новых месторождений, позволявшим увеличить и добычу нефти. Однако многие считают, что в XXI веке нефтяные месторождения исчерпают себя, и диспропорция между спросом на нефть и её предложением приведёт к резкому росту цен — наступит нефтяной кризис.
Кроме того, от уровня цен на нефть и нефтепродукты существенно зависят цены и на природный газ.
Цены на нефть также являются одним из политических инструментов международной экономики.

## Заменители нефти
Резкий рост цен в 2003—2008 годах, а также ограниченность запасов конвенциональной нефти делают актуальными развитие технологий с уменьшенным потреблением нефтепродуктов, а также развитие альтернативных генерирующих мощностей не использующих продукты нефтепереработки.
Битуминозные (нефтяные) пески
Запасы нефти в битуминозных песках Альберты, Канада и в Ориноко, Венесуэла составляют соответственно 1,7 и 2,0 трлн баррелей, в то время как мировые запасы традиционной нефти на начало 2006 года оценивались в 1.1 трлн баррелей. Добыча нефти из битуминозных песков Альберты составила 1,126 Мб/д (млн баррелей в день) в 2006. Планируется увеличить её до 3 Мб/д в 2020 и 5 Мб/д в 2030. Добыча нефти из битуминозных песков Ориноко составляет 0,5 Мб/д, а в 2010 году планируется нарастить её до 1 Мб/д. Вся мировая добыча нефти составляет около 84 Мб/д. Таким образом, хотя запасы битуминозных песков огромны, добыча нефти из них в обозримом будущем (согласно нынешним прогнозам) будет удовлетворять всего несколько процентов от мировых потребностей нефти. Проблема в том, что известные ныне технологии добычи нефти из битуминозных песков требуют большого количества пресной воды и суммарных энергозатрат, составляющих (по некоторым оценкам) около 2/3 энергетического потенциала добытой таким образом нефти (см. EROEI — Energy Return on Energy Investment — «энергетическая отдача от затраченной энергии»). Другие исследователи оценивают энергозатраты как всего 1/5 энергетического потенциала добытой нефти.
Нефть из горючих сланцев
Горючие сланцы, общие запасы которых в мире составляют порядка 650 трлн т., содержат 2,8-3,3 трлн баррелей извлекаемой нефти.
Согласно исследованию компании RAND, производство нефти из сланцев в США станет прибыльным при цене 70-95 долларов за баррель. Этот порог пройден в 2007 году. Так, австралийский проект по производству нефти из сланцев был закрыт в 2004 году благодаря усилиям Гринписа. Но в 2011 году прошло сообщение о том, что в Стэнфордском университете разработана экологичная технология реторинга сланцевых пород и добычи электричества без образования углекислого газа посредством создания температуры ниже критической[значимость факта?].
Топливо из угля
Синтетический бензин и дизельное топливо из угля (см. Синтез Фишера — Тропша) производила нацистская Германия во время Второй мировой войны. В ЮАР компания Sasol Limited производит синтетическое топливо из угля с 1955 года. В начале 2006 года в США рассматривались проекты строительства 9 заводов по непрямому сжижению угля суммарной мощностью 90—250 тыс. баррелей в день. Китай планирует инвестировать 15 млрд долларов до 2010—2015 гг. в строительство заводов по производству синтетического топлива из угля. Национальная Комиссия Развития и Реформ (NDRC) заявила, что суммарная мощность заводов по сжижению угля достигнет 16 млн тонн синтетического топлива в год, что составляет около 0,4 млн баррелей в день. Как и в случае нефти из сланцев, серьёзной проблемой получения топлива из угля является загрязнение окружающей среды, хотя и в меньших масштабах. 
Газовые автомобили
Газовые автомобили используют двигатель, работающий на метане, пропане или бутане. По данным компании Дельта Авто, занимающейся переоборудованием автомобилей на газовое топливо, в России продажи газа автотранспорту растут на 20 % в год, а в Евросоюзе планируется к 2020 году перевести на газовое топливо 10 % автомобилей. Лидером в этой области является Аргентина, которая перевела 1,4 млн автомобилей на газовое топливо. Газовое топливо дешевле бензина, экологически чище и увеличивает срок службы автомобиля. Однако запасы природного газа тоже ограничены, и, по прогнозам, с 2020 года добыча природного газа начнёт падать.
Биотопливо
Лидером в использовании биотоплива является Бразилия, обеспечивающая 40 % своих потребностей в топливе за счёт спирта, благодаря высоким урожаям сахарного тростника и низкой стоимости рабочей силы. Биотопливо формально не приводит к выбросам парникового газа: в атмосферу возвращается углекислый газ (CO2), изъятый из неё в ходе фотосинтеза.
Однако резкий рост производства биотоплива требует больших территорий для посева растений. Эти территории или расчищаются путём сжигания лесов (что приводит к огромным выбросам углекислого газа в атмосферу), или появляются за счёт фуражных и пищевых культур (что приводит к росту цен на продовольствие).
Кроме того, выращивание сельскохозяйственных культур требует больших затрат энергии. Для многих культур EROEI (отношение полученной к потраченной энергии) лишь немного превышает единицу или даже ниже её. Так, у кукурузы EROEI составляет всего 1,5. Вопреки распространённому мнению, это верно не для всех культур: так, у сахарного тростника коэффициент EROEI составляет 8, у пальмового масла 9.
В марте 2007 года японские учёные предложили производить биотопливо из морских водорослей.
По мнению некоторых учёных, массовое использование двигателей на этаноле (не путать с биодизелем) увеличит концентрацию озона в атмосфере, что может привести к росту числа респираторных заболеваний и астмы.
Гибридные автомобили
Электромобили.
Израиль, Дания и Португалия уже подписали с компаниями Renault и Nissan соглашения о создании сети заправок для электромобилей. Продажа электромобилей начнётся в 2011 году. Недостатками электромобилей являются: высокая цена, необходимость часто заряжать аккумуляторы и проблема утилизации аккумуляторов, а достоинством — то, что они не загрязняют воздух в городах (хотя для выработки электроэнергии, возможно, приходится загрязнять атмосферу).
Близки к электромобилям и автомобили с водородным двигателем. Водород получают из воды электролизом, таким образом, водородные баллоны — фактически способ сохранять электроэнергию. Кроме того, водородные двигатели, как и электромобили, не загрязняют атмосферу, выделяя туда лишь воду. Недостатком водородных двигателей является необходимость огромного топливного бака, потому что водород — очень лёгкий газ. Проблему хранения и транспортировки водорода помогает решить его способность растворяться в некоторых металлах (Гидриды металлов). В палладии, на один объём металла Pd, растворяется до 850 объёмов H2. На сегодняшний день не существует энергетически эффективного способа получения водорода.
Однако вторым современным способом получения водорода является преобразование из природного газа. Данный способ используется в домашних водород-генерирующих установках Honda для водородомобиля этой же компании. Промышленная паровая конверсия метана в водород осуществляется с применением катализаторов и затратами подводимой тепловой энергии в размере 206 кДж/моль Агафонов А. И., Агафонов Р. А., Мурашкина Т. И. Обоснование энергоэффективности термохимических, каталитических и энергетических процессов паровой каталитической конверсии природного газа в водород // Труды Международного симпозиума «Надёжность и качество». — 2011.